# Адамська Марія Федорівна
Заплавська (Адамська) Марія Федорівна (нар. 17 березня 1971 — 24 листопада 2017, Київ) — українська журналістка та телепродюсерка.

## Навчання
В дитинстві М.Заплавська навчалася в Київській середній школі № 49. Потім закінчила Київський державний педагогічний університет імені М. П. Драгоманова. Крім того вона навчалась до 1999 року в «École Supérieure de Commerce» у французькому Ренні.

## Журналістська діяльність
Починала свою журналістську діяльність на початку 2000-х років у газеті «Деловая неделя — FT».
Потім — у прес-службі Міністерства економіки України.
Довгий час працювала на посаді випускового редактора телевізійної програми Вікна-Новини на телеканалі СТБ. Потім перейшла до інтернет-видання «Українська правда», де працювала редактором, писала статті.
В останні роки працювала в ТСН — продюсером.

## Партійний досвід
Будучи безпартійною М.Заплавська працювала помічником-консультантом народного депутата України. Під час виборів до Верховної Ради в березні 2006 року була включена до виборчого списку під № 21 виборчого блоку політичних партій «ЗА СОЮЗ». Втім обрана до парламенту вона не була.

## Смерть
Раптово померла М.Адамська у п'ятницю 24 листопада 2017 року в Києві через те, що відірвався тромб.
|                                                                                              | У це просто неможливо повірити... Друзі, нашої Машки більше немає. Тільки що подзвонила близька Машуніна подруга і сказала, що кілька годин тому вона померла. Відірвався тромб. Що і як далі — буду тримати в курсі. Похоронами будуть займатися Машини близькі друзі. |
| — написав на сторінці М.Адамської у Фейсбук відомий український тележурналіст Іван Воробйов. | |